# Longitarsus dorsalis
Longitarsus dorsalis es una especie de insecto coleóptero de la familia Chrysomelidae. Fue descrita científicamente en 1781 por Fabricius.